# Blocul Moldovenesc
Blocul Moldovenesc a fost facțiunea majoritară constituită în cadrul primului parlament al Basarabiei, Sfatul Țării. În structura sa au intrat în mare parte deputații moldoveni delegați de Congresului Militarilor Moldoveneni, [A] și de alte diverse grupări sau partide politice (Partidul Național Moldovenesc, o parte dintre delegații Consiliului Gubernial al țăranilor, ai altor organizații obștești, culturale și profesionale) care s-au pronunțat pentru emanciparea politică și națională a Basarabiei.
Membrii Blocului Moldovenesc, conduși de ministrul de externe Ioan Pelivan, aveau o atitudine pro-română.
Facțiunea, în rândul căreia s-au aflat 75-80 de deputați din totalul de 156 ai Sfatului, a jucat un rol decisiv în procesul de votare a autonomiei, independenței și ulterior a unirii cu Regatul României, a Basarabiei.
Modalitatea de acțiune a Blocului a fost unitară. Liderul facțiunii în Sfatul Țării a fost deputatul Vasile Cijevschi.